# 尚崇基
尚崇基（?—?），山東省利津縣人，清朝政治人物、同進士出身。
光緒三十年，會試第267名；殿試登進士三甲第66名，分發知縣。